# Kammaravaripalli, Bagepalli
Kammaravaripalli là một làng thuộc tehsil Bagepalli, huyện Chikkaballapur, bang Karnataka, Ấn Độ.